# Anax fumosus
Anax fumosus – gatunek ważki z rodziny żagnicowatych (Aeshnidae).